# Yakob Debesay
Yakob Debesay, né le 28 juin 1999 est un coureur cycliste érythréen. Ses frères, Fregalsi et Mekseb et sa sœur Mossana sont également coureurs cyclistes.

## Biographie
Issu d'une famille de coureurs cyclistes, Yakob se distingue en remportant le championnat d'Érythrée de contre-la-montre juniors en 2017. Il termine 4e du Tour de Fuzhou l'année suivante, puis remporte la 3e étape ainsi que le classement général final du Tour de l'Espoir 2019 avec l'équipe d'Érythrée.
En 2019, avec le maillot de la sélection érythréenne, il participe au Tour de l'Avenir. Malgré une chute sur la sixième étape, Debesay se bat pour terminer chaque jour dans les délais, terminant 92e de l'épreuve (sur 105 classés). Stagiaire au sein de la continentale Groupama-FDJ au second semestre 2019, il participe à deux courses avec l'équipe, le GP de la ville de Nogent-sur-Oise (17e) et le GP de Wallonie (73e).
Il y devient professionnel pour la saison 2020. Jens Blatter, manager de l'équipe, annonce à cette occasion qu'il fera partie du groupe des grimpeurs et attend de voir son comportement des courses comme le Val d’Aoste ou la Ronde de l’Isard. La saison 2020 perturbée par la pandémie de Covid-19, il ne met son premier dossard sur une course UCI qu'en août, lors du Tour de Savoie Mont-Blanc où il termine hors-délais lors de la quatrième étape. En septembre, il participe à la Ronde de l'Isard où son coéquipier Sylvain Moniquet cède son maillot de leader lors de la dernière étape. L'érythréen et le belge se distinguent tous deux lors du Tour de Lombardie amateurs, respectivement 3e et 4e de l'épreuve.
Le 21 octobre 2020, son arrivée est officialisée au sein du team Nippo Delko One Provence où il paraphe un contrat de quatre ans. Il y retrouve son compatriote Biniam Hailu.

## Palmarès
- 2017
  -  Champion d'Érythrée du contre-la-montre juniors
- 2019
  -  Champion d'Afrique du contre-la-montre par équipes (avec Meron Teshome, Mekseb Debesay et Sirak Tesfom)
  - Tour de l'Espoir : 
    - Classement général
    - 1re (contre-la-montre par équipes) et 3e étapes

  - 7e étape du Tour du Rwanda
  - Martigny-Mauvoisin
  - 2e du championnat d'Érythrée du contre-la-montre espoirs
- 2020
  - 3e du Tour de Lombardie amateurs